# Temporada 1987-88 de los Seattle SuperSonics
La temporada 1987-88 fue la vigesimoprimera de los Seattle SuperSonics en la NBA. La temporada regular acabó con 44 victorias y 38 derrotas, ocupando el séptimo puesto de la conferencia Oeste, clasificándose para los playoffs, en los que cayó en primera ronda ante Denver Nuggets.

## Elecciones en elDraft
| Ronda | Puesto | Jugador        | Posición | Nacionalidad   | Universidad/Club     |
| ----- | ------ | -------------- | -------- | -------------- | -------------------- |
| 1     | 5      | Scottie Pippen | Alero    | Estados Unidos | Central Arkansas     |
| 1     | 9      | Derrick McKey  | Alero    | Estados Unidos | Alabama              |
| 7     | 147    | Mike Giomi     | Pívot    | Estados Unidos | North Carolina State |

## Temporada regular
| División Pacífico        | División Pacífico | División Pacífico | División Pacífico | División Pacífico | División Pacífico | División Pacífico | División Pacífico | División Pacífico |
| Equipo                   | G                 | P                 | %                 | PD                | Casa              | Fuera             | Div               |                   |
| ------------------------ | ----------------- | ----------------- | ----------------- | ----------------- | ----------------- | ----------------- | ----------------- | ----------------- |
| y-Los Angeles Lakers     | 62                | 20                | .756              | –                 | 36–5              | 26–15             | 23–7              |                   |
| x-Portland Trail Blazers | 53                | 29                | .646              | 9                 | 33–8              | 20–21             | 23–7              |                   |
| x-Seattle SuperSonics    | 44                | 38                | .537              | 18                | 32–9              | 12–29             | 19–11             |                   |
| Phoenix Suns             | 28                | 54                | .341              | 34                | 22–19             | 6–35              | 11–19             |                   |
| Golden State Warriors    | 20                | 62                | .244              | 42                | 16–25             | 4–37              | 7–23              |                   |
| Los Angeles Clippers     | 17                | 65                | .207              | 45                | 14–27             | 3–38              | 7–23              |                   |

## Playoffs

### Primera ronda
Denver Nuggets vs. Seattle SuperSonics 
| Fecha       | Partido                                     | Ciudad  |
| ----------- | ------------------------------------------- | ------- |
| 29 de abril | Denver Nuggets 126, Seattle SuperSonics 123 | Denver  |
| 1 de mayo   | Denver Nuggets 91, Seattle SuperSonics 111  | Denver  |
| 3 de mayo   | Seattle SuperSonics 114, Denver Nuggets 125 | Seattle |
| 5 de mayo   | Seattle SuperSonics 127, Denver Nuggets 117 | Seattle |
| 7 de mayo   | Denver Nuggets 115, Seattle SuperSonics 96  | Denver  |
|             | Denver Nuggets gana las series 3-2          |         |

## Estadísticas
| Rk | Jugador         | Edad | P  | PT | MP   | TC   | TCI  | %TC  | T3  | T3I | %T3  | TL  | TLI | %TL  | RO  | RD  | RT  | AS  | RB  | TAP | BP  | FP  | PTS  |
| -- | --------------- | ---- | -- | -- | ---- | ---- | ---- | ---- | --- | --- | ---- | --- | --- | ---- | --- | --- | --- | --- | --- | --- | --- | --- | ---- |
| 1  | Dale Ellis      | 27   | 75 | 73 | 37.2 | 10.2 | 20.3 | .503 | 1.4 | 3.5 | .413 | 4.0 | 5.3 | .767 | 2.2 | 2.3 | 4.5 | 2.6 | 1.0 | 0.1 | 2.3 | 2.9 | 25.8 |
| 2  | Xavier McDaniel | 24   | 78 | 77 | 34.7 | 8.8  | 18.0 | .488 | 0.2 | 0.6 | .280 | 3.6 | 5.0 | .715 | 2.6 | 4.0 | 6.6 | 3.4 | 1.2 | 0.7 | 2.9 | 2.9 | 21.4 |
| 3  | Tom Chambers    | 28   | 82 | 82 | 32.7 | 7.5  | 16.6 | .448 | 0.4 | 1.3 | .303 | 5.1 | 6.3 | .807 | 1.6 | 4.3 | 6.0 | 2.6 | 1.1 | 0.6 | 2.5 | 3.6 | 20.4 |
| 4  | Nate McMillan   | 23   | 82 | 82 | 29.9 | 2.9  | 6.0  | .474 | 0.1 | 0.3 | .375 | 1.8 | 2.5 | .707 | 1.4 | 2.7 | 4.1 | 8.6 | 2.1 | 0.6 | 2.3 | 2.9 | 7.6  |
| 5  | Alton Lister    | 29   | 82 | 55 | 22.1 | 2.1  | 4.2  | .504 | 0.0 | 0.0 | .500 | 1.4 | 2.3 | .606 | 2.4 | 5.2 | 7.6 | 0.7 | 0.3 | 1.7 | 1.1 | 3.9 | 5.6  |
| 6  | Derrick McKey   | 21   | 82 | 4  | 20.8 | 3.1  | 6.3  | .491 | 0.1 | 0.4 | .367 | 2.1 | 2.7 | .772 | 1.4 | 2.6 | 4.0 | 1.3 | 0.9 | 0.8 | 1.3 | 2.9 | 8.5  |
| 7  | Sedale Threatt  | 26   | 26 | 0  | 13.6 | 3.2  | 6.2  | .519 | 0.0 | 0.3 | .143 | 1.0 | 1.2 | .833 | 0.4 | 0.8 | 1.3 | 2.0 | 1.3 | 0.2 | 0.7 | 1.1 | 7.5  |
| 8  | Kevin Williams  | 26   | 80 | 9  | 13.6 | 2.5  | 5.6  | .442 | 0.0 | 0.1 | .143 | 1.3 | 1.5 | .844 | 0.8 | 0.8 | 1.6 | 1.2 | 0.8 | 0.1 | 0.9 | 2.6 | 6.3  |
| 9  | Olden Polynice  | 23   | 82 | 0  | 13.2 | 1.4  | 3.1  | .465 | 0.0 | 0.0 | .000 | 1.2 | 1.9 | .639 | 1.5 | 2.5 | 4.0 | 0.4 | 0.4 | 0.3 | 1.0 | 2.6 | 4.1  |
| 10 | Sam Vincent     | 24   | 43 | 0  | 12.7 | 1.7  | 3.5  | .474 | 0.1 | 0.3 | .385 | 1.1 | 1.4 | .767 | 0.4 | 0.7 | 1.1 | 3.2 | 0.5 | 0.1 | 1.2 | 1.5 | 4.5  |
| 11 | Danny Young     | 25   | 77 | 0  | 12.3 | 1.2  | 2.8  | .408 | 0.3 | 1.0 | .286 | 0.6 | 0.7 | .811 | 0.2 | 0.7 | 1.0 | 2.8 | 0.7 | 0.0 | 0.5 | 0.9 | 3.2  |
| 12 | Russ Schoene    | 27   | 81 | 2  | 12.0 | 2.6  | 5.6  | .458 | 0.2 | 0.7 | .293 | 0.6 | 0.8 | .810 | 1.0 | 1.5 | 2.4 | 0.7 | 0.5 | 0.2 | 0.7 | 1.9 | 6.0  |
| 13 | Clemon Johnson  | 31   | 74 | 26 | 9.8  | 0.7  | 1.4  | .467 | 0.0 | 0.0 |      | 0.3 | 0.4 | .688 | 0.9 | 1.5 | 2.4 | 0.2 | 0.2 | 0.3 | 0.4 | 1.4 | 1.6  |

## Galardones y récords
| Jugador         | Galardón                            |
| Derrick McKey   | Mejor quinteto de rookies de la NBA |
| Xavier McDaniel | All-Star                            |